# Pohádkový orloj v Ostravě

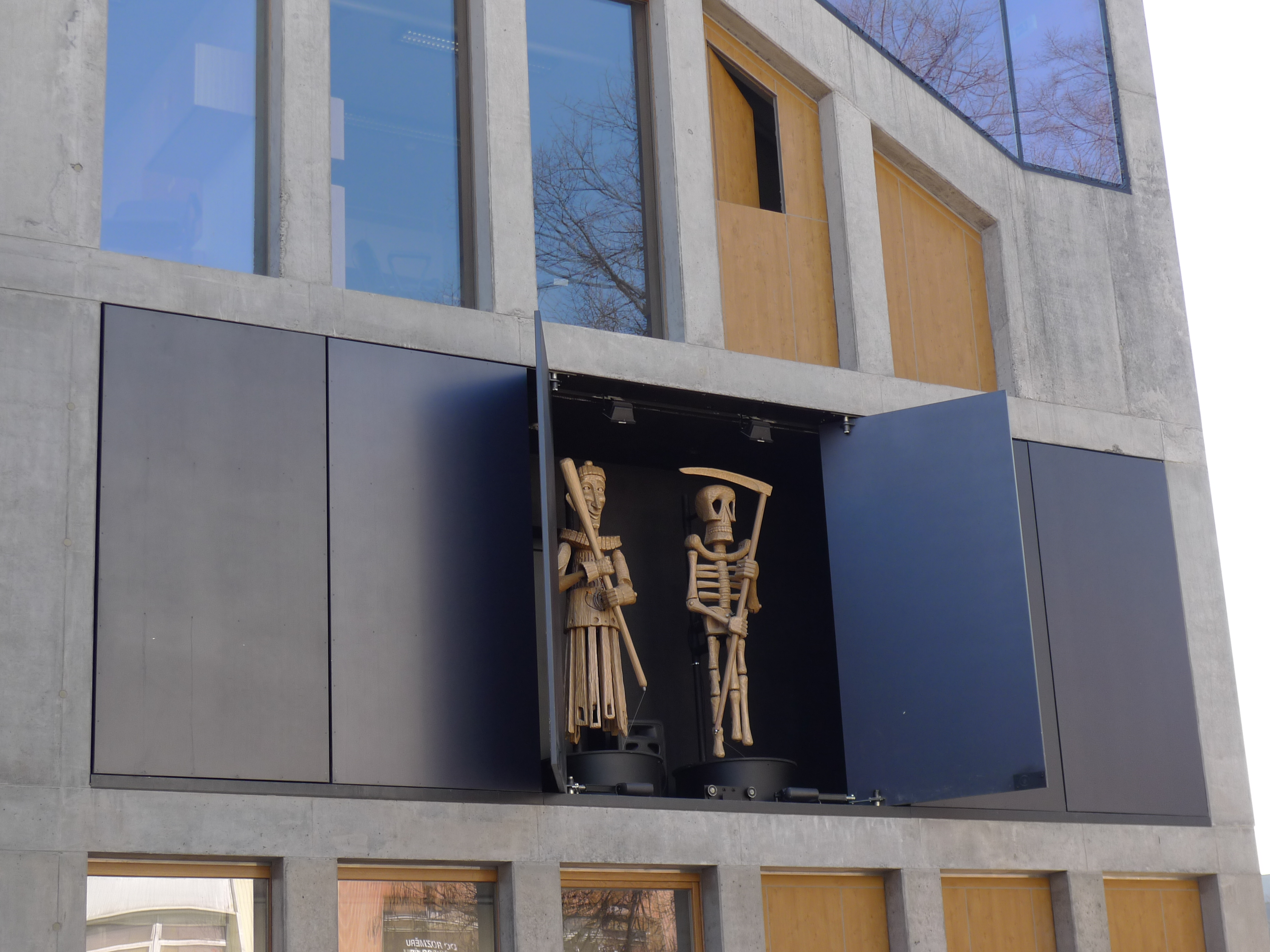
Ostravský orloj

Pohádkový orloj v Ostravě je součást nové přístavby Divadla loutek Ostrava. Na rozdíl od tradičních orlojů neobsahuje astronomický ciferník, ale jen symbol hvězdné oblohy a troje dveře, které ukrývají šest dřevěných pohádkových postav: krále, královnu, čerta, anděla a smrtku bojující s kašpárkem. Orloj se spouští od osmé hodiny ranní do osmé večerní v každou sudou hodinu. 
S ideou zasadit do průčelí přístavby orloj přišel architekt Petr Hájek, který se podílel i na  stavbě hlavní scény Divadla loutek z roku 1999. Autorem výtvarného řešení orloje je Tomáš Volkmer. Loutky zhotovil řezbář Pavel Skorkovský a doprovodnou hudbu složil Vlastimil Ondruška. Orloj byl spuštěn 21. února 2011, avšak celá přístavba byla slavnostně otevřena o tři měsíce později.